# Frédéric III de Bade
Frédéric III de Bade, (allemand: Friedrich III. von Baden), né 1327, décédé le 2 septembre 1353. Il fut co-margrave de Bade de 1348 à 1353.

## Famille
Frédéric III de Bade appartint à la première branche de la Maison de Bade, elle-même issue de la maison de Zähringen il est le fils de Rodolphe IV de Bade et de Marie d'Oettingen.
Frédéric III de Bade épousa en 1345 Marguerite de Bade, dame d'Héricourt et dame de Florimond (morte en 1367), (fille de Rodolphe-Hesso de Bade). Deux enfants sont nés de cette union :
- Rodolphe VI de Bade, margrave de Bade-Bade
- Marguerite de Bade, dame d'Héricourt, en 1363 elle épousa le comte Gottfried von Leiningen, (mort en 1380), veuve, elle épousa Henri von Lützeslein (mort en 1394)

## Sources
- Anthony Stokvis, Manuel d'histoire, de généalogie et de chronologie de tous les États du globe, depuis les temps les plus reculés jusqu'à nos jours, préf. H. F. Wijnman, Israël, 1966, Chapitre VIII. « Généalogie de la Maison de Bade, I. »  tableau généalogique no 105.
- Jiří Louda & Michael Maclagan, Les Dynasties d'Europe, Bordas, Paris 1981  (ISBN 2040128735) « Bade Aperçu général  », Tableau 106 & p. 210.